# Indywidualne Mistrzostwa Norwegii na Żużlu 2008
Indywidualne Mistrzostwa Norwegii na Żużlu 2008 – cykl turniejów żużlowych, mających na celu wyłonienie najlepszych żużlowców w Norwegii w sezonie 2008. W turnieju finałowym zwyciężył Rune Sola.

## Finał
- Oslo, 29 sierpnia 2008

| Msc. | Zawodnik                  | Klub          | Pkt  |             |  |
| ---- | ------------------------- | ------------- | ---- | ----------- |  |
| 1    | (5) Rune Sola             | Riska MK      | 15   | (3,3,3,3,3) |  |
| 2    | (10) Henrik B. Hansen     | Oslo MK       | 13+3 | (2,3,3,2,3) |  |
| 3    | (9) Inge Bjerk            | Elgane MK     | 13+2 | (3,2,2,3,3) |  |
| 4    | (6) Remi Ueland           | Elgane MK     | 12   | (2,2,3,2,3) |  |
| 5    | (8) Lars Daniel Gunnestad | Oslo MK       | 12   | (1,3,3,3,2) |  |
| 6    | (13) Roy Martinsen        | Oslo MK       | 10   | (3,1,2,2,2) |  |
| 7    | (7) Jan Mikke Bjerk       | Elgane MK     | 9    | (u,3,1,3,2) |  |
| 8    | (12) Patrick Herold       | Riska MK      | 8    | (1,2,2,2,1) |  |
| 9    | (1) Peer Bakke            | NMK Kongsberg | 7    | (3,0,2,1,1) |  |
| 10   | (3) Jarle Evensen         | Oslo MK       | 5    | (2,2,1,t,0) |  |
| 11   | (16) Stein R. Pedersen    | Riska MK      | 5    | (2,0,1,1,1) |  |
| 12   | (11) Hasse Prytz          | Oslo MK       | 3    | (0,0,0,1,2) |  |
| 13   | (15) Aarstein Jensen      | NMK Kongsberg | 3    | (1,1,1,0,0) |  |
| 14   | (4) Lars Kr. Fuglerud     | Oslo MK       | 2    | (u,1,0,1,w) |  |
| 15   | (2) Carl J. Raugstad      | Riska MK      | 0    | (u,–,–,–,–) |  |